# 데이터 스토리지

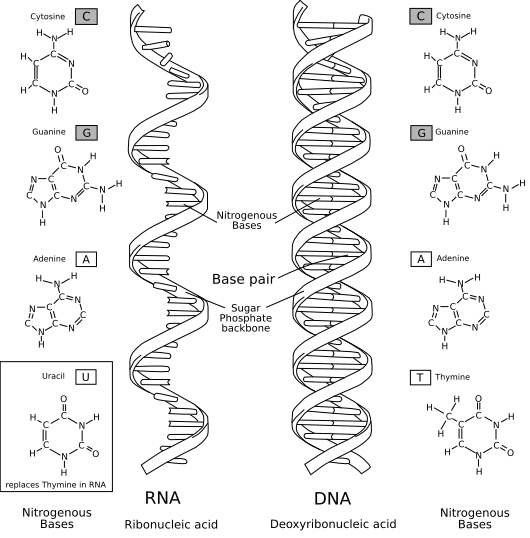
RNA는 생물학적 저장 매체이다.

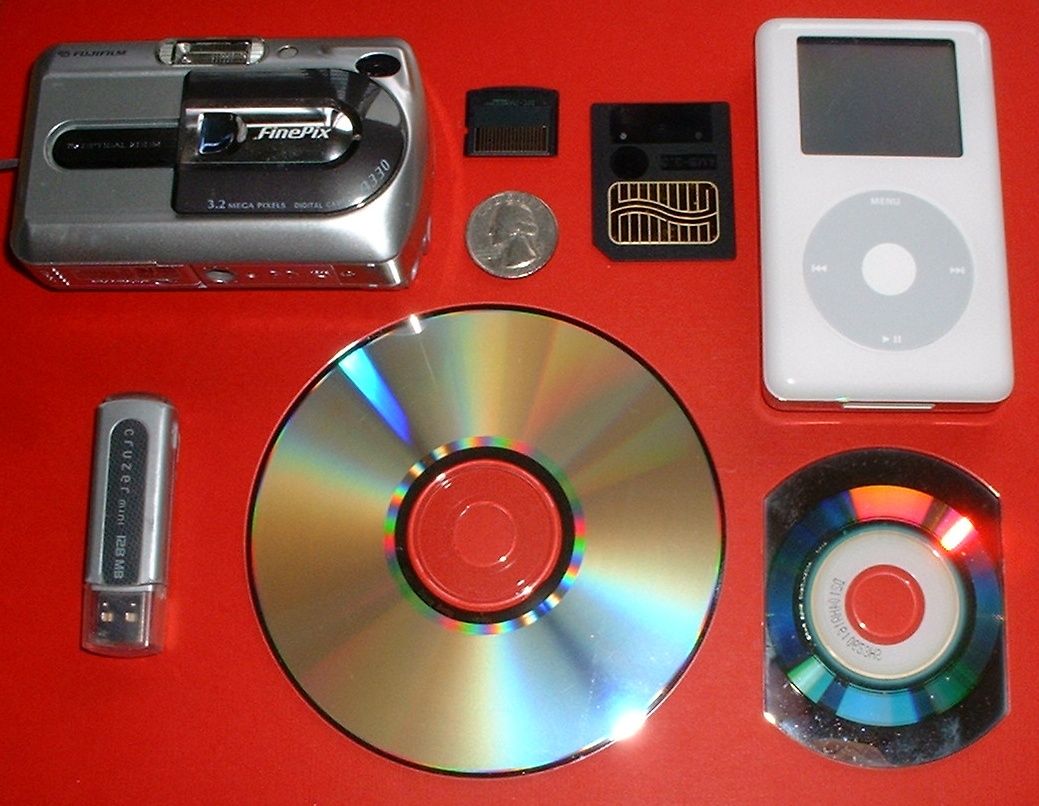
다양한 전자 저장 장치

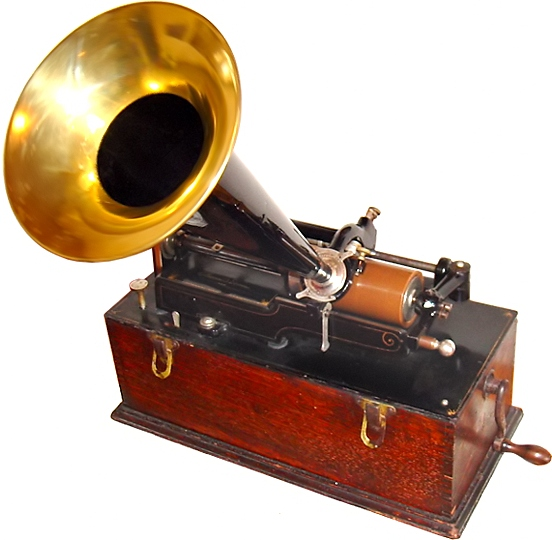
에디슨의 실린더 축음기(1899년경). 축음기 실린더는 저장 매체이다. 축음기는 특히 빈티지의 기계가 빈 실린더에 기록할 수 있었기 때문에 저장 장치로 간주될 수 있다.

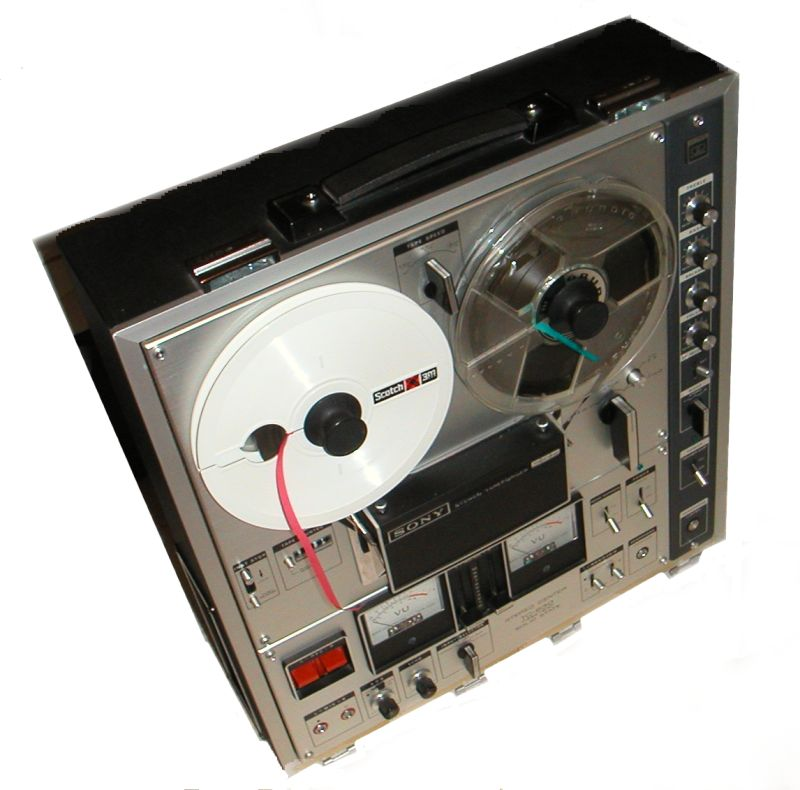
릴-투-릴 테이프 레코더(Sony TC-630)에서 레코더는 데이터 저장 장비이고, 자기 테이프는 데이터 저장 매체이다.

자료 저장(資料貯藏, Data storage)은 저장 매체 안에 정보(데이터)를 기록(저장)하는 것이다. 데이터 스토리지라고 말할 때는 저장 작업뿐만 아니라 저장 매체를 뜻하기도 하며, 그때는 자료 저장소(資料貯藏所)라고도 부른다. DNA 및 RNA 그리고 필기장, 녹음 음반, 자기 테이프 및 광 디스크는 모두 저장 매체이다. 거의 모든 형태의 에너지는 기록이 된다. 전자식 데이터 스토리지(전자식 저장 매체)는 데이터를 저장하고 검색하기 위해 전력이 필요하다.
디지털에서의 저장 매체, 곧 기계가 읽을 수 있는 매체에 데이터를 저장하는 것을 때로 디지털 데이터라고 한다. 컴퓨터 데이터 저장은 범용 컴퓨터의 핵심 기능 중 하나이다. 전자 문서는 종이 문서보다 더 적은 공간에 저장될 수 있다. 바코드와 자기 잉크 문자 인식 (MICR)은 종이에 기계가 읽을 수 있는 데이터를 저장할 수 있는 두 가지 방법이다.

## 기록 매체
기록 매체는 정보를 담고 있는 물리적 재료이다. 새로 만들어진 정보는 인쇄, 필름, 자기, 광학 등 네 가지 저장매체 안에 저장될 수 있고 배포되었으며, 그리고 전화와 라디오 및 TV, 인터넷과 같은, 보이거나 들리는 네 정보 흐름으로 직접 관찰할 수 있다. 디지털 정보는 다양한 기록 형식으로 전자 매체에 저장된다.
전자 매체에서, 데이터 및 기록 매체는, 컴퓨터 소프트웨어를 설명하기 위해 더 일반적으로 사용되는 단어에도 불구하고, 때때로 “소프트웨어”라고 불린다. (전통 예술에서) 정적 매체의 경우, 크레용과 같은 미술 재료는 장비의 왁스 또는 목탄, 분필 재료가 매체 표면의 일부가 되기 때문에 장비와 매체 모두로 여겨진다.
일부 기록 매체는 의도적으로 또는 자연적으로 아마도 일시적이다. 휘발성 유기화합물은 환경을 보존하거나 고의로 시간이 지남에 따라 데이터가 만료하는 데 사용될 수 있다. 연기 신호 또는 공중 문자와 같은 데이터는 본질적으로 일시적이다. 휘발성 여부에 따라 기체(예: 대기, 연기) 또는 호수와 같은 액체 표면은 임시 기록 매체로 간주된다.

## 전세계 저장 용량 및 디지털화, 경향
2003년 UC 버클리 보고서는 2002년에 약 5엑사바이트(1018바이트)의 새로운 정보가 생성되었으며, 이 데이터의 92%가 하드 디스크 드라이브에 저장되었다고 추정했다. 이것은 2000년에 생성된 데이터(자료)의 약 두 배였다. 2002년에 통신 시스템을 통해 전송된 데이터의 양은 거의 18엑사바이트로 비휘발성 저장소에 기록된 것보다 3.5배 더 많았다. 전화 통화는 2002년 통신 정보의 98%를 구성했다. 연구원이 새로 저장된 정보(비압축)의 증가율에 대한 가장 높은 추정치는 매년 30% 이상이었다.
2002년은 아날로그 저장 장치보다 디지털 저장 장치에 더 많은 정보가 저장되는 첫 해이다.
1986년에 전 세계에서 정보를 저장하는 용량의 약 1%가 디지털 형식이었다. 이는 1993년에는 3%, 2000년에는 25%, 2007년에는 97%로 증가했다. 이 수치는 1986년에 압축된 엑사바이트 데이터가 3개 미만이고, 2007년에는 압축된 엑사바이트 데이터가 295개에 달한다. 디지털 데이터 스토리지의 양은 3년마다 대략 두 배가 되었다.
좀 더 제한된 연구에서, 인터내셔널 데이터 그룹은 2007년에 디지털 데이터의 총량이 281엑사바이트였으며, 생성된 디지털 데이터의 총량이 처음으로 전세계 스토리지 용량을 초과했다고 추정했다.
2011년에 발표된 한 연구에 따르면, 아날로그 및 디지털 장치에 정보를 저장하는 전세계의 기술적 용량은 1986년에 3엑사바이트 미만(최적 압축)에서 2007년에 295엑사바이트(최적 압축)로 증가했으며, 대략 3년마다 두 배씩 증가했다.

## 같이 보기
- 기록학
- 사적 복제 보상금(영어판)
- 기록매체
- 주기억장치
- 컨텐츠 포맷(영어판)
- 데이터 보존성(영어판)
- 데이터 전송
- 디지털 아카이브
- 디지털 혁명
- 디스크 드라이브 성능 특성(영어판)
- 외부 저장소(영어판)
- 포맷 전쟁(영어판)
- 플립플롭
- 정보화 시대(영어판)
- 아이옵스(초당 입/출력 처리량)(영어판)
- 도서관
- 매체 (통신)(영어판)
- 미디어 제어(영어판)
- 중형 형식(영어판)
- 멤리스터
- 나노닷 (Nanodot)(영어판)
- 비선형 매체(영어판)
- 식물 기반 디지털 데이터 저장(영어판)
- 레코딩 형식(영어판)
- 반도체 메모리(영어판)
- 소프트웨어 정의 스토리지(영어판)
- 전기 통신
- 휘발성 메모리(영어판)

## 참고 자료
- Bennett, John C. (1997). “'JISC/NPO Studies on the Preservation of Electronic Materials: A Framework of Data Types and Formats, and Issues Affecting the Long Term Preservation of Digital Material”. British Library Research and Innovation Report 50.
- History of Computer Data Storage
- History of Storage from Cave Paintings to Electrons
- The Evolution of Data Storage